# Playa de La Isla (Perlora)
La  Playa de La Isla, es como se conoce popularmente la cala de la Entrellusa, que se encuentra al abrigo del llamado islote de Entrellusa, que se ubica en la Ciudad Residencial Perlora, en la parroquia de Perlora y que es considerado como uno de los referentes históricos más importantes del pasado ballenero de esta zona asturiana. De hecho, la más  antigua documentación sobre la caza de la ballena en las costas asturianas hace referencia a este lugar.

## Historia
Según  aparece en los mentados documentos, por el año 1232, los propietarios de la isla, que eran el abad y el Convento de Santa María  de Arbas, en Arbas del Puerto, León;  la arrendaron a Fernan del Monte y Juan Beringuel, los cuales eran vecinos de Avilés, y el pago se hacía de además de en dinero, en parte de sus aprovechamientos balleneros:
“…con sus Essidas e con suas entradas e con suas derecturas qe nos den de quantas balenas mataren, qe a terra vengan tantos veinte maravedís de cada balena e suas costunres, e se por ventura tal balena mataren qe no valga esos maravedís, da lo tercio de la balena: e de la balena qe ayen e na mar muerta dale el quarto dela: e sé l´Abad quisiere enante treinta maravedís, qe los XX maravedís de cada balena dayelos a este primero en truecho qe ven con suas costunres de cada balena .”
Pacual Madoz , a mediados del  siglo XIX, en su Diccionario también hace referencia a la zona como:  “Puerto muy reducido..., situado al este de la punta de Socampo, su entrada está abrigada por una isla, pero solo lo usan los pescadores de sardina, con pequeñas barcas por no poder entrar de otra clase: se notan señales de haber tenido población, más hoy se halla desamparado: aún se conservan restos de obras, por cuyo medio parece que se sobordaban (embarrancaban) las lanchas de pesca para asegurarlas en tierra de los embates del mar y fuerza de los vientos”.
Pese a que en la actualidad no puede decirse que existan restos visibles del pasado ballenero, sí que se descubrieron restos óseos de cetáceos durante la construcción del complejo residencial de  la conocida como Ciudad Residencial de Perlora.

## Descripción
Se trata de una pequeña playa, casi más bien una pequeña cala, en forma de concha,  de unos 15 metros de longitud y 5 metros de anchura media, ya que esta varía mucho según las mareas. Su entorno es residencial y presenta un grado de ocupación bajo. No dispone de ningún servicio, pero al encontrarse contigua a la Playa de Carranques puede utilizarse los servicios que esta última presenta. El baño debe realizarse con cuidado, ya que en el fondo marino presenta afloramientos rocosos.